# 千住火力発電所

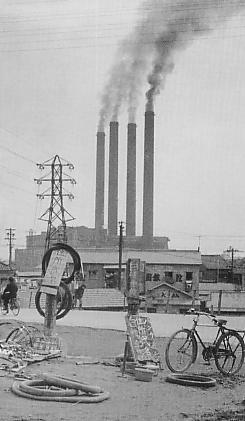
稼働時の千住火力発電所
（昭和20年代）

千住火力発電所（せんじゅかりょくはつでんしょ）は、かつて東京都足立区に所在した東京電力の火力発電所。隅田川沿いに立地し、1926年（大正15年）から1963年（昭和38年）までの間稼働していた。
本項では、1905年（明治38年）から1917年（大正6年）まで存在した同名の発電所についても解説する。

## 概要
初代の千住火力発電所は、東京電力の前身となる東京電灯が1905年（明治38年）に電力需要の増加に対応するため、浅草火力発電所の拡張と並行して北豊島郡南千住町（現在の南千住、荒川区立南千住第二中学校付近）に建設した火力発電所であった。認可出力は4,500kW、原動機として当時最先端であった蒸気タービンを導入した大容量火力発電所だった。当初は10,000馬力の火力発電所として計画されたが、おりからの炭価の急騰も影響し、水力発電所（駒橋水力発電所）の建設が注目され、後に5,000馬力に縮小された。同発電所は駒橋、八ツ沢、猪苗代に水力発電所が相次いで開発される中、1917年（大正6年）1月に廃止された。
第一次世界大戦後、日本の発電は従来の水主火従から水火併用の時代に入り、東京電灯は旧浅草火力発電所の建て替えによる新火力発電所建設を計画していた。だが、1923年（大正12年）の関東大震災後の都市計画の見直しを受け、南足立郡千住町（現在の足立区千住桜木）に新火力発電所を建設することとなった。隅田川沿いが選ばれたのは用地の確保と、同地が隅田川の潮汐限界点（満ち潮時に潮が逆流する限界の地点）のため、燃料の石炭を満載した船が航行しやすい終点という水運の便の良さなどが理由として存在する。石炭は東京港の石炭埠頭から筏によって運ばれ、川船頭の操る姿が当時は見られた。そのほか、千住の停車場（隅田川駅）まで貨車で運ばれ、筏に積み替えるルートもあったと言われる。なお、この利権はマルキン（浅草高橋組）の系列になる御所組の山田が握っていたとされる。
1926年（大正15年）1月に運転が開始され、施設名称は引き続き千住火力発電所とされ、以後「千住火力発電所」とはこちらを指すようになった。当初は予備発電所として25,000kWの発電能力を持っていたが、順次増設されて最終的には75,000kWの発電能力を持つまでに至った。
発電所のシンボルであり、“お化け煙突”の愛称で呼ばれた（後述）高さ80mあまりの長大な煙突群は、1926年（大正15年）1月にまず関東大震災で被災した浅草火力発電所から倒壊せず残った煙突3本を移設した後に、翌年の1927年（昭和2年）2月に1本を増設した。建設当時の費用は1本あたり600万円ほどであった
。
第二次世界大戦中には予備発電所から昇格し、常時稼働設備として本格発電を開始する。東京大空襲を始めとする東京地区への複数回の空襲でも標的とされることはなく、発電所本体・煙突群共に被害を受けることなく終戦を迎えた。
第二次世界大戦後も引き続き東京地区への発電を担ったが、戦後になって石炭の質が低下したことから、1953年（昭和28年）には3号機のボイラーが重油焚き専用に切り替えられた。しかし、施設の老朽化と豊洲に新東京火力発電所が建設されたことなどを理由に、1963年（昭和38年）5月に稼働を停止した。
煙突の解体が決定された後同年12月には、解体・撤去を反対する者が煙突によじ登り、84時間にも渡って篭城するという騒ぎが発生した。
また、解体間際の1964年（昭和39年）8月26日午前10時より、煙突の下で地元住民による「煙突とお別れの会」が開催された 。その後、8月末から取壊しが開始され、同年11月末に完全に解体された。

## 所在地
- 所在地：東京都足立区千住桜木町35番地（現・千住桜木一丁目13番2号）[8]
- 座標：北緯35度45分11.6秒 東経139度47分27.4秒 / 北緯35.753222度 東経139.790944度座標: 北緯35度45分11.6秒 東経139度47分27.4秒 / 北緯35.753222度 東経139.790944度

　跡地は資材センターや東京電力足立営業センターとなっている。

## 発電設備
1号機
定格出力：2.5万kW
使用燃料：石炭
営業運転期間：1926年 - 1963年
2号機
定格出力：2.5万kW
使用燃料：石炭
廃止時期：1963年
3号機
定格出力：2.5万kW
使用燃料：重油（1953年までは石炭）
廃止時期：1963年
所内機
定格出力：0.25万kW（総出力には含めず）
使用燃料：石炭
営業運転期間：1926年 - 1963年
- 総出力：7.5万kW

### 煙突部
- 構造設計者：内藤多仲
- 材質：鋼板・リベット止め製、内部は耐火煉瓦張り
- 高さ：83.82m
- 内径
  - 項部：4.57m
  - 底部：5.44m
- 外径
  - 頂部：4.81m
  - 底部：6.40m
- 重量：622t
  - 鋼板：166t
  - 煉瓦：456t

## お化け煙突

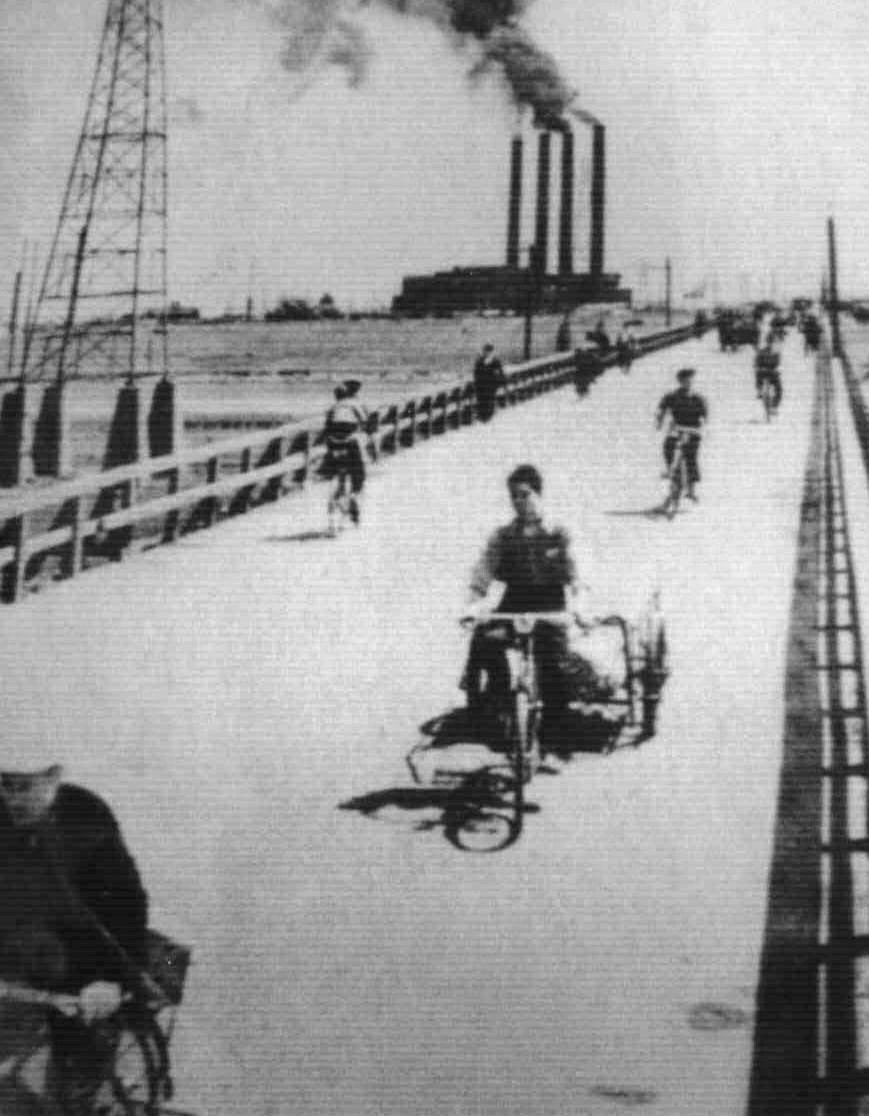
西新井橋からお化け煙突を望む（1954年）

当発電所は巨大な4本の煙突を持っていたが、この煙突は付近住民などからは「お化け煙突」の名で呼ばれ、操業当時は映画などの作品にも時折登場するなど地域のランドマークとして親しまれていた。
煙突が「お化け」と呼ばれる理由としては、2説ある。
1. 既述のように、建設当初は予備発電所として想定されていたことから、めったに稼動することがなかったため、煙突から煙を吐く姿が「お化け」に似ており、火葬場が連想された。
2. 見る方向によって煙突の数が1～4本に変化する「不思議な煙突」という意味。

2つ目の説は、煙突が細い菱形に配置されており、中心の2本が近接していたため、菱形の長いほうの対角線方向から見ると、3本の煙突が重って太い1本の煙突に、斜めから見ると2本あるい4本、菱形の短いほうの対角線方向から見ると3本に見えた、という。常磐線や京成本線を走る列車内からもよく見え、移動に伴う本数の変化が眺められた。
千住火力発電所の他、大阪市此花区西九条にあった関西電力春日出発電所内にも、1918年（大正7年）から1961年（昭和36年）までの期間、4本の煙突が2列、計8本並んでおり、同じように見る角度によって本数が異なって見える事から、周辺住民に「お化け煙突」と呼称されていた。

## 展示
足立区立郷土博物館には、往時の千住火力発電所が記した大型パネルと発電所の模型（200分の1）が常設展示されており、模型は現時点ではもっとも詳細なものである。同発電所に勤務していた元東京電力社員の姫野和映の監修を受け、東京電力の電気の史料館の資料協力などを得て2009年に制作された。模型は見る位置によって煙突の本数が変わる様子が擬似体験できる。
また、東京都台東区西浅草のテプコ浅草館でも、「東京浅草下町ストーリー」という展示物の一つとして、お化け煙突の模型（200分の1）と映像・写真が公開されたが、東日本大震災の影響で2011年5月に閉館した。
煙突の一部は2005年（平成17年）3月31日まで存在していた足立区立元宿小学校で滑り台に使用されていた。この滑り台は発電所の煙突を幅3メートルほどに輪切りしたものをU字型に切断したもので、太鼓橋状に2個の滑り台が設置されていた。
旧元宿小が統合・閉鎖された後は、帝京科学大学千住キャンパスの敷地内に、滑り台に再利用するために切断された部分をコンクリートで再現したモニュメントとして保存されている。

## 登場作品
千住火力発電所（お化け煙突）は、昭和時代を代表する東京の名所の一つであったことから、映画や小説など、多くのメディア・媒体で取り上げられることも多かった。

### 映画
- 『煙突の見える場所』（1953年、新東宝・ベルリン国際映画祭国際平和賞受賞）

タイトルバックに煙突の航空写真、そして車窓から見た煙突の本数が変わる様子などが分かる。
- 『東京物語』（1953年、松竹）
- 『この広い空のどこかに』（1954年、松竹）
- 『赤線地帯』（1956年、大映）

浅草を俯瞰したタイトルバックで、浅草寺の向こうに煙を吐く4本煙突が見える。
- 『危険な英雄』（1957年、東宝）

荒川で誘拐犯捜査中の刑事の背景に巨大なお化け煙突が登場。3本から一瞬4本に変わるところが分かる。
- 『天使の時間』（1957年、松竹）
- 『リングの王者 栄光の世界』（1957年、新東宝）

主人公と彼の妹、そして恋人が歩く土手の背景に、１本に見える煙突が確認できる。
- 『一粒の麦』（1958年、大映）

車窓から4本から2本に変わる様子が見える。
- 『警視庁物語 魔の伝言板』（1958年、東映）
- 『女が階段を上る時』（1960年、東宝）

客の家を訪れたバーの雇われマダム（高峰秀子）の背景として4本のお化け煙突が登場する。
- 『青い芽の素顔』（1961年、日活）

荒川越しに煙を吐く4本のお化け煙突が登場する。
- 『零戦黒雲一家』（1962年、日活）
- 『左ききの狙撃者　東京湾』（1962年、松竹）

西新井橋下の河川敷から見上げた4本のお化け煙突が登場する。まだ稼動中であり、煙を吐いている。
- 『いつでも夢を』（1963年、日活）

まだ木造の西新井橋の向こう、荒川越しにお化け煙突が登場する。
- 『見上げてごらん夜の星を』（1963年、松竹）

町屋付近の隅田川越しにお化け煙突が登場する。
- 『九ちゃんの大当りさかさま仁義』（1963年、東映）

映像としては登場しないが、主人公の坂本九たちが度々「お化け煙突の見えるアパートに住んでいる」と口にする。
- 『宇宙大怪獣ドゴラ』（1964年、東宝）
- 『HINOKIO』（2005年、松竹）

実際には千住火力発電所そのものではないが、4本のお化け煙突のネタがストーリー上の重要なファクターとして登場する。

### アニメ
- 『おばけ煙突のうた』（1993年、早乙女勝元原作・アニメ絵本あり）
- 『エスパー魔美』（第55話「想い出さがし」1988年5月10日放送、テレビ朝日系列）
- 『鉄人28号オープニング』（2004年、テレビ東京）
- 『電脳コイル』（2007年、日本放送協会） - 13話にお化け煙突と隅田川がモデルの場所が出てくる。
- 『ヤッターマン』（リメイク版第18話「OldDays 下町の夕日だコロン!」2008年、日本テレビ系列） - ドクロリングがある場所として登場する。

### 漫画
- 『そよかぜさん』（手塚治虫）
- 『おばけ煙突』（1958年、つげ義春）
- 『こちら葛飾区亀有公園前派出所』（秋本治）
  - 「おばけ煙突が消えた日の巻」（1988年、週刊少年ジャンプ18号掲載・59巻収録・アニメにも登場している）[13]
  - 「希望の煙突の巻」（2004年、週刊少年ジャンプ18号掲載・141巻収録）
- 『夕焼けの詩』（45巻収録、西岸良平）
- 『オバケのQ太郎』（1966年、藤子不二雄、『Qちゃん行方不明』より）

### 小説
- 『無邪気な人々』（1952年、椎名麟三）
- 『おばけ煙突の見える路地』（1998年、たかだしずえ）
- 『おばけ煙突』（1976年、つげ義春）
- 『わくらば日記』（朱川湊人） - 主人公が近くに住んでいた。

### 楽曲
- 『オバケエントツ』（2016年、スガシカオ）

## 関連書籍
- 『数学100の問題』 日本評論社 ISBN 978-4535606142 　100の中の一つのテーマとして取り上げられている。幾何学的に、位置関係を正確に検討している。